# Священна Конгрегація собору
Свяще́нна Конгрега́ція Собо́ру, більш повна назва Свяще́нна Конгрега́ція для викона́ння й інтерпрета́ції Триде́нтського собо́ру (лат. Congregatio pro executione et interpretatione concilii Tridentini) — колишня конгрегація Римської курії, робила правильне тлумачення канонів Тридентського собору, з часом узяла на себе задачу забезпечення білим духівництвом.

## Історія
Священну Конгрегацію Собору утворив Папа Римський Пій IV (1559 - 1565) апостольською конституцією Alias Nos від 2 серпня 1564 року, й відповідала за виконання дисциплінарних декретів Тридентського собору. Апостольською конституцією Immensa від 22 січня 1588 року Папа Римський Сікст V (1585 — 1590) розширив її функції, а також поклав на неї задачу забезпечення автентичного тлумачення канонів Тридентського собору, для вирішення суперечливих питань, пов'язаних з ним і нагляду за провінційними соборами.
Священна Конгрегація Собору поступово втратила багато які повноваження, залишивши тільки ті, що стосуються дисципліни духівництва, доки зберігала початкову назву, до 31 грудня 1967 року, коли Папа Римський Павло VI (1963 — 1978) перейменував її на Конгрегацію в справах духівництва.

## Префекти Священної Конгрегації Собору
- Карло Борромео — (1564—1565);
- Франческо Альчаті — (1565—1580);
- Філіппо Бонкомпаньї — (1580—1586);
- Антоніо Карафа — (1586—1591);
- Джироламо Маттей — (1591—1603);
- Паоло Эміліо Дзакк'я — (1604—1605);
- Франческо Марія Борбоне дель Монте Санта Марія — (1606—1616);
- Ораціо Ланчеллотті — (1616—1620);
- Роберто Убальдіні — (1621—1623);
- Козімо де Торрес — (1623—1626);
- Боніфачо Бевілаква Альдобрандіні — (1626—1627);
- Фабріціо Вероспі — (1627—1639);
- Джамбаттіста Памфілі — (1639—1644);
- Франческо Ченніні де Саламандрі — (1644—1645);
- П'єр Луїджі Карафа — (1645—1655);
- Франческо Паолуччі — (1657—1661);
- Джуліо Чезаре Саккетті — (1661—1663);
- Анджело Чельсі — (1664—1671);
- Палуццо Палуцці Альтьері дельї Альбертоні — (1671—1672);
- Вінченцо Марія Орсіні ді Гравіна, O.P. — (1673—1675);
- Федеріко Бальдескі Колонна — (1675—1691);
- Галеаццо Марескотті — (1692—1695);
- Джузеппе Сакріпанте — (1696—1700);
- Бандіно Панчіатічі — (1700—1718);
- П'єр Марчелліно Коррадіні — (1718—1721);
- Курціо Оріго — (1721—1737);
- Антоніо Саверіо Джентілі — (1737—1753);
- Маріо Мілліні — (1753—1756);
- Джованні Джакомо Мілло — (1756—1757);
- Клементе Ардженвілльєрс — (1757—1758);
- Фердінандо Марія де Россі — (1759—1775);
- Карло Вітторіо Амедео Делле Ланце — (1775—1784);
- Гульєльмо Паллотта — (1785—1795);
- Томмазо Антічі — (1795—1798);
- Філіппо Карандіні — (1800—1810);
- Джуліо Габріеллі молодший — (1814—1820);
- Еммануеле Де Грегоріо — (1820—1834);
- Вінченцо Маккі — (1834—1841);
- Паоло Полідорі — (1841—1847);
- П'єтро Остіні — (1847—1849);
- Анджело Май — (1851—1853);
- Антоніо Марія Каджано де Ацеведо — (1853—1860);
- Просперо Катеріні — (1860—1881);
- Лоренцо Ніна — (1881—1885);
- Луїджі Серафіні — (1885—1893);
- Анджело Ді П'єтро — (1893—1902);
- Вінченцо Ваннутеллі — (1902—1908);
- Казіміро Дженнарі — (1908—1914);
- Франческо ді Паола Кассета — (1914—1919);
- Донато Раффаеле Збарретті Тацца — (1919—1930);
- Джуліо Серафіні — (1930—1938);
- Луїджі Мальоне — (1938—1939);
- Франческо Мармаджі — (1939—1949);
- Джузеппе Бруно — (1949—1954);
- П'єтро Чиріачі — (1954—1966).